# W poszukiwaniu pięciogodzinnej dniówki
W poszukiwaniu pięciogodzinnej dniówki (tyt. oryg. Duke kërkuar 5 orëshin) – albański film fabularny z roku 1974 w reżyserii Xhezaira Dafy.

## Opis fabuły
Marzeniem Agrona, który chce zostać zapaśnikiem jest tak trenować, aby się nie przemęczać. Z lenistwa stara się za wszelką cenę, by jego czas treningu nie przekraczał 5 godzin. Jego starania wywołują szereg sytuacji komicznych.
Film realizowano w Tiranie.

## Obsada
- Pëllumb Dërvishi jako Agron
- Robert Ndrenika jako Zeqo
- Naim Nova jako trener zapasów
- Telat Agolli jako zawodnik
- Behije Çela
- Luan Fortuzi